# 沙甸街道
沙甸街道是中國雲南省紅河哈尼族彝族自治州箇舊市轄下的一個街道，大部分居民為回族穆斯林，是中國著名穆斯林學者馬堅教授的故鄉。

## 历史
文化大革命后期，曾发生回民与当局武装冲突的沙甸事件，共造成了约1600名平民死亡（866人来自沙甸）、包括300名儿童，伤残近1000人，损毁房屋4400余间。相关报道指近年来，随着瓦哈比思想传入沙甸，其地日益伊斯兰化。
2014年昆明火车站暴力恐怖袭击事件发生后，涉案的维吾尔族恐怖分子曾在沙甸落脚，最终被抓捕。暴恐事件发生后，沙甸当地的维吾尔族居民被政府遣返原籍。2014年6月，中国政府在个旧市召开“沙甸地区综合整治工作会议”，实际未能完成整治。同时，当地伊斯兰教圣职人员认为沙甸受到误解。

## 行政區劃
沙甸原属蒙自县（今蒙自市），1975年12月划属个旧市，成立沙甸公社，下辖5个大队。1984年3月，沙甸公社改为沙甸区，下辖4个小乡（村级）。1988至1989年，除沙甸区外，个旧市各区改制为乡、镇。2019年，撤销沙甸区，设立沙甸街道；12月30日，沙甸街道正式成立。

## 行政区划
沙甸街道下辖以下地区：
沙甸村、新沙甸村、金川村和冲坡哨村。

## 外部連結
- 沙甸区概况（页面存档备份，存于）
- 沙甸区发展动态（页面存档备份，存于）